# Nancy McKeon
Pour les articles homonymes, voir McKeon.
Nancy Justine McKeon est une actrice et productrice américaine, née le 4 avril 1966 à Westbury (New York). Elle est connue pour avoir interprétée le rôle de Joanna Marie « Jo » Polniaczek dans le sitcom Drôle de vie (The Facts of Life) de NBC, dans les années 1980, ainsi que le rôle de l'inspectrice Jinny Exstead dans Division d'élite (The Division) au début des années 2000.

## Biographie

### Jeunesse
Nancy Justine McKeon naît le 4 avril 1966 à Westbury (New York). Sa carrière commence à l'âge de deux ans, en apparaissant en tant que mannequin enfant et actrice commerciale dans Sears, catalogue spécialiste de vêtements pour bébé, ainsi que dans de nombreuses publicités et feuilletons comme The Secret Storm et Another World. En 1975, elle et sa famille aménagent à Los Angeles pour son frère ainé Philip McKeon (1964-2019) alors engagé dans la série Alice dans le rôle de Tommy Hyatt, fils du personnage-titre, entre 1976 et 1985.

### Carrière

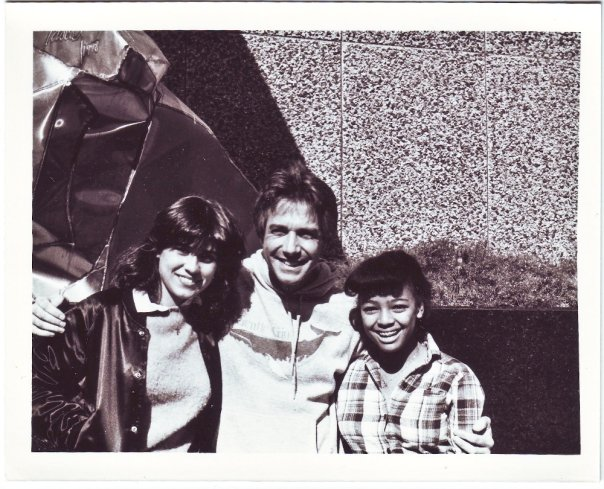
Nancy McKeon en 1979, avec Billy Spudaro et Kim Fields.

En 1979, après de nombreuses apparitions dans les séries télévisées telles que Starsky et Hutch (Starsky & Hutch), L'Île fantastique (Fantasy Island) et La croisière s'amuse (The Love Boat), Nancy McKeon est repérée par un directeur de casting pour la série télévisée Drôle de vie (The Facts of Life) dans une publicité pour cartes de vœux signées Hallmark, dans laquelle elle pouvait pleurer au bon moment. Elle est vue comme le garçon manqué Joanna Marie « Jo » Polniaczek en automne 1980 pendant la seconde saison de la série, lorsque quatre des acteurs de la première saison, y compris Molly Ringwald, y ont quitté. C'est son plus grand rôle et elle représente le personnage tout au long de la série jusqu’à sa fin en 1988.
En 1988, elle est choisie pour incarner le rôle de Tracey Thurman, qui était attaquée, poignardée treize fois et presque tuée par son mari violent en 1983, dans le téléfilm biographique Appel au secours (A Cry for Help: The Tracey Thurman Story) de Robert Markowitz, diffusé sur NBC en 1989.
Après Drôle de vie, elle est pressentie pour un rôle dans le sitcom Working Girl, une adaptation du film homonyme dans lequel Melanie Griffith joue le rôle, avant que Sandra Bullock ne le soit engagée. En 1994, elle auditionne pour le rôle de Monica Geller dans Friends : c’est Courteney Cox qui le décroche. En 1995, elle monte à nouveau en vedette grâce aux sitcoms Can't Hurry Love avec Mariska Hargitay et, en 1998, Style & Substance aux côtés de Jean Smart. Entre 2001 et 2004, elle devient l'inspectrice Jinny Exstead dans Division d'élite (The Division).

Nancy Mckeon en 1985, avec Michael J. Fox, Nancy et Ronald Reagan.

Dans les années 1980-1990, elle apparaît également avec succès dans des téléfilms, tels que Graine de canaille (Poison Ivy) de Larry Elikann aux côtés de Michael J. Fox (1985), Combattante du feu (Firefighter) de Robert Michael Lewis (1986) et Appel au secours (A Cry for Help: The Tracey Thurman Story) de Robert Markowitz (1989), ainsi qu’au cinéma, The Wrong Woman de Douglas Jackson (1995).
Le 24 septembre 2018, elle participe comme candidate à la vingt-septième saison de Dancing with the Stars sur ABC, avec le danseur ukraino-américain Valentin Chmerkovskiy comme partenaire,. Elle est éliminée en troisième semaine, le 8 octobre 2018.
En décembre 2019, elle apparaît en caméo dans le téléfilm You Light Up My Christmas de Rhonda Baraka, aux côtés de Kim Fields avec qui elle a joué dans la série télévisée Drôle de vie (The Facts of Life). En ce même mois, elle annonce, sur les réseaux sociaux, qu'elle participe dans un rôle secondaire à la nouvelle série Panic, adaptée du roman jeunesse du même titre de Lauren Oliver,.

### Vie privée
Nancy McKeon vit à Austin au Texas, avec son époux Marc Andrus avec qui elle a deux filles, Aurora et Harlow.
Le 10 décembre 2019, son frère Philip McKeon meurt à l'âge de cinquante-cinq ans.

## Filmographie

### En tant qu’actrice

#### Films
- 1991 : Break Out (Where the Day Takes You) de Marc Rocco : Vikki
- 1994 : Teresa's Tattoo de Julie Cypher : Sara
- 1995 : The Wrong Woman de Douglas Jackson : Melanie
- 1997 : Coup de foudre à Hollywood (Just Write) de Andrew Gallerani : la mariée

#### Téléfilms
- 1978 : A Question of Love de Jerry Thorpe : Susan Moreland
- 1979 : Exécutions sommaires (Stone) de Corey Allen : Jill Stone
- 1981 : Please Don't Hit Me, Mom de Gwen Arner : Nancy Parks
- 1982 : The Facts of Life Goes to Paris d’Asaad Kelada : Joanne « Jo » Polniaczek
- 1983 : Dusty de Don Medford : Slugger
- 1983 : Drôle de collège (High School U.S.A.) de Rod Amateau : Beth Franklin
- 1985 : Graine de canaille (Poison Ivy) de Larry Elikann : Rhonda Malone
- 1985 : Cet enfant est le mien (This Child is Mine) de David Greene : Kimberly Downs
- 1986 : Combattante du feu (Firefighter) de Robert Michael Lewis : Cindy Fralick
- 1987 : The Facts of Life Down Under de Stuart Margolin : Joanne « Jo » Polniaczek
- 1987 : Strange Voices d’Arthur Allan Seidelman : Nicole Glover
- 1989 : Appel au secours (A Cry for Help: The Tracey Thurman Story) de Robert Markowitz : Tracey Thurman
- 1991 : Le Syndrome de la mort (Lightning Field) de Michael Switzer : Martha
- 1992 : L'Enfant du mensonge (Baby Snatcher) de Joyce Chopra : Karen Williams
- 1993 : Love, Honor & Obey: The Last Mafia Marriage de John Patterson : Rosalie Profaci Bonanno
- 1995 : A Mother's Gift de Jerry London : Margaret Deal
- 1997 : Comme une ombre (In My Sister's Shadow) de Sandor Stern : Joan Connor
- 2003 : Une seconde chance à Noël (Comfort and Joy) de Maggie Greenwald : Jane Berry
- 2004 : Cyclone, catégorie 6 : Le Choc des tempêtes (Category 6: Day of Destruction) de Dick Lowry : Amy Harkin, la journaliste
- 2006 : Cœurs sauvages (Wild Hearts) de Steve Boyum : Emily
- 2011 : Un amour à construire (Love Begins) de David S. Cass Sr. : Millie
- 2019 : You Light Up My Christmas de Rhonda Baraka : Kathy

#### Séries télévisées
- 1977 : Starsky et Hutch (Starsky & Hutch) : Vikki Mayer (saison 3, épisode 7 : Un Gros Chagrin (The Crying Child))
- 1978 : L'Île fantastique (Fantasy Island) : Ann (saison 1, épisode 1 : Retour à L’Île fantastique (Return to Fantasy Island))
- 1978-1981 : Alice : une orpheline / Kimberly (deux épisodes)
- 1979 : Scooby-Doo et Scrappy-Doo (Scooby-Doo and Scrappy-Doo) : (voix)
- 1979 : La croisière s'amuse (The Love Boat) : Penny Barrett (saison 3, épisode 12 : Les Frères de la mer (The Brotherhood of the Sea/Letter to Babycakes/Daddy's Pride))
- 1979-1980 : Stone : Jill Stone (neuf épisodes)
- 1979-1982 : ABC Weekend Specials : Dolly / Ameila Matilda Daley / Scruffy / etc. (six épisodes)
- 1980 : ABC Afterschool Special : Lucy Twining (saison 9, épisode 2 : Schoolboy Father)
- 1980-1981 : Arok le barbare (Thundarr the Barbarian)) : Tai / Tye (deux épisodes)
- 1980-1988 : Drôle de vie (The Facts of Life) : Joanne « Jo » Polniaczek (189 épisodes)
- 1982 : Les Voyages fantomatiques de Scoubidou (Scooby-Doo and Scrappy-Doo) : Dolly (voix)
- 1983 : The Puppy's Further Adventures : Dolly (voix)
- 1990 : Le Voyageur (The Hitchhiker) :  (saison 6, épisode 7 : À la vie, à la mort (New Dawn))
- 1995-1996 : Can't Hurry Love : Annie O'Donnell (19 épisodes)
- 1998 : Style & Substance : Jane Sokol (13 épisodes)
- 1999 : Les Anges du bonheur (Touched by an Angel) : Rachel Waters (saison 6, épisode 5 : Le Dernier Jour de notre vie (The Last Day of the Rest of Your Life))
- 2001-2004 : Division d'élite (The Division) : l'inspectrice Jinny Exstead (88 épisodes)
- 2007 : FBI : Portés disparus (Without a Trace) : Gail Sweeney (saison 6, épisode 7 : Les Racines du mal (Absalom))
- 2009-2010 : Sonny (Sonny with a Chance) : Connie Munroe (5 épisodes)
- 2021 : Panic : Jessica Mason (6 épisodes)

### En tant que productrice
Téléfilms
- 1986 : Combattante du feu (Firefighter) de Robert Michael Lewis
- 1987 : Strange Voices d’Arthur Allan Seidelman

Série télévisée
- 1995-1996 : Can't Hurry Love (19 épisodes)

Court métrage
- 1999 : A Wakening d’elle-même

### En tant que réalisatrice
Court métrage
- 1999 : A Wakening d’elle-même

Série télévisée
- 2002-2003 : Division d'élite (The Division) (deux épisodes)

### En tant que scénariste
Court métrage
- 1999 : A Wakening d’elle-même

## Distinctions

### Récompenses
- Young Artist Awards 1983 :
  - Meilleure jeune actrice dans un téléfilm Please Don't Hit Me, Mom
  - Meilleure jeune actrice faite pour la télévision Drôle de vie (The Facts of Life)
  - Meilleure jeune actrice dans une série comique Drôle de vie (The Facts of Life)

- Marco Island Film Festival 2000 :
  - Prix du public du meilleur court métrage A Wakening
  - Prix Crystal Palm du meilleur court métrage A Wakening

### Nominations
- Young Artist Awards 1982 : meilleure jeune comédienne au cinéma ou à la télévision Drôle de vie (The Facts of Life)

- Young Artist Awards 1984 : meilleure jeune actrice dans une série comique Drôle de vie (The Facts of Life)

- Prism Awards 2003 :
  - Meilleure actrice dans un épisode d’une série dramatique Division d'élite (The Division)
  - Meilleure actrice dans une série dramatique Division d'élite (The Division)

- Prism Awards 2004 : meilleure actrice dans des épisodes d’une série dramatique Division d'élite (The Division)

- TV Land Award 2007 : prix « The 'When Bad Teens Go Good » dans Drôle de vie (The Facts of Life)

## Voix françaises
- Laurence Crouzet[14] dans :
  - Drôle de vie (The Facts of Life) (série télévisée)
  - Une seconde chance à Noël (Comfort and Joy) de Maggie Greenwald (téléfilm)

- Olivia Luccioni[14] dans :
  - Break Out (Where the Day Takes You) de Marc Rocco (film)

- Amélie Morin[14] dans :
  - Drôle de collège (High School U.S.A.) de Rod Amateau (téléfilm)

- Fançoise Rigal[14] dans :
  - Division d'élite (The Division) (série télévisée)